# KGM Musso (2025)
Der KGM Musso ist ein Pick-up-Modell des südkoreanischen Automobilherstellers KG Mobility. Anders als das bisherige Modell mit gleicher Bezeichnung Musso leitet es sich nicht vom Rexton mit einem Leiterrahmen als Basis ab, sondern vom Torres mit selbsttragender Karosserie. 

## Geschichte
Unter der Bezeichnung EVT bzw. dem Projektcode O100 wurde im März 2024 ein Konzeptfahrzeug des neuen Musso vorgestellt. Es ist die dritte Karosserieform, die sich vom Torres (J100/U100) und Actyon (J120) ableitet. Der Marktstart in Südkorea – zunächst als vollelektrisches Modell – war Ende Februar 2025. Später folgen Exportmärkte wie Europa und Australien.

## Technik
Vom Torres übernimmt der Musso den Elektroantrieb mit 152 kW (207 PS) in Kombination mit einem etwas größeren Lithium-Eisenphosphat-Akku, der 80,6 kWh bietet und von BYD bezogen wird. Dazu wird der Radstand verlängert. Das Drehmoment beträgt 340 Nm. Die Reichweite wird mit etwa 400 km angegeben. Auf 80 % soll der Pick-Up in 24 Minuten aufgeladen werden können, wobei die maximale Ladeleistung mit Gleichstrom bei 200 kW liegt. Außerdem gibt es eine V2L-Funktion, mit der der Strom wieder entnommen werden kann. Alternativ ist eine Allradversion mit einem zweiten Elektromotor an der Hinterachse verfügbar. Die Leistung liegt dann bei 304 kW (413 PS), das Drehmoment 636 Nm. Die Zuladung beträgt 500 kg. Optional ist eine Hinterradaufhängung mit Niveauregulierung verfügbar, die unabhängig von der Beladung die richtige Fahrhöhe beibehält. Die Böschungswinkel betragen 19,2° (vorn) und 23,0° (hinten). Die Bodenfreiheit wird mit 18,7 cm angegeben.